# Tour Europlaza
La tour Europlaza (ancienne tour Septentrion) est un gratte-ciel de bureaux situé dans le quartier d'affaires de La Défense, en France, sur le territoire de la commune de Courbevoie (Hauts de Seine). Construite en 1972 et entièrement rénovée en 1999, elle est haute de 135 mètres pour 31 étages.

## Localisation
La tour est située dans le nord-est de La Défense, en bordure du boulevard circulaire et de l'avenue André-Prottin, sur le territoire de la commune de Courbevoie. L'immeuble Cœur Défense, qui donne sur le parvis, est situé juste au sud-ouest.

## Historique
L'architecte Pierre Dufau (1908-1985) est choisi pour construire une tour sur une parcelle alors non bâtie du nord du nouveau quartier d'affaires de La Défense — d'où le premier nom de Septentrion de la tour — et alors que l'Epad n'existe pas encore. Dufau a alors déjà construit plusieurs immeubles de bureaux dont ceux de la banque Rothschild en 1969. Il va concevoir cette nouvelle tour avec deux architectes travaillant dans son agence, Jean-Pierre Dacbert et Michel Stenzel (il réalisera aussi avec eux la tour First). 
La tour Septentrion est achevée en 1972 et elle a alors ni la même forme, ni le même statut que les autres tours de La Défense de l'époque. Ces façades sont constituées de poteaux de béton armé, habillées d'un capotage en aluminium anodisé, donnant à la tour une couleur bronze.
La tour est entièrement rénovée en 1999 par l'agence B&B Architectes et prend alors le nom de tour Europlaza. Les façades sont alors refaites en verre et granit, un mat et un toit à pans inclinés sont rajoutés et l'aménagement intérieur, entièrement refait est confié à Alberto Pinto (en). En 2015, le hall et les 3 000 m2 de jardin ont été réaménagés.
La tour est aujourd'hui (2019) la propriété de la société foncière française Cegereal dont c'est le plus important des 5 immeubles qu'elle possède. 
À la fin de 2018, la valeur de la tour était estimée à 381 millions d’euros.

## Locataires
En 2019, la tour Europlaza comptait une dizaine de locataires dont My Money Bank, Galderma, Heinz, BforBank, Robert Half, Gas Natural Fenosa et KPMG avocats  (le siège français du cabinet d'audit est situé dans la tour voisine Eqho).
Avec le Brexit, l'Autorité bancaire européenne (ABE) quitte Londres pour s'installer dans la tour le 3 mars 2019 dont elle occupe quatre étages.
Capgemini devrait quitter les 7 000 m2 de bureaux qu'ils y occupent avant fin 2019.
Fin septembre 2025, le service de la formation continue de l'Université Paris Dauphine - PSL s'y installe.

## Iconographie

Vue arrière
Vue de profil en direction du parvis
Sommet de la tour